# Weserstadion
Weserstadion – niemiecki stadion piłkarski w mieście Brema, w dzielnicy Östliche Vorstadt.

## Charakterystyka
Na co dzień swoje mecze rozgrywa na nim Werder Brema, występujący w Bundeslidze. Od października 2008 roku do późnej jesieni 2010 trwała przebudowa obiektu. Za 60 milionów euro powstają nowe trybuny za bramkami, które będą miały taką samą pojemność jak dotychczasowe, ale za to będą znacznie bliżej boiska, dzięki czemu obiekt stanie się typowo piłkarski. Cały stadion otrzyma też nowe zadaszenie, które będzie pokryte w całości bateriami słonecznymi. Podobne instalacje otrzyma fasada stadionu. Pierwotnie w projekcie planowane było też wyburzenie masztów oświetleniowych, ale zrezygnowano z tego pomysłu.